# Сорго двуцветное
Со́рго двуцве́тное, иногда Со́рго зерново́е, (лат. Sórghum bícolor) — растение, вид рода Сорго (Sorghum) семейства Злаки, или Мятликовые (Poaceae). Одна из самых распространённых злаковых культур, выращиваемая преимущественно в Чёрной Африке, Азии и Северной Америке (в период между 1979 и 2018 годами ежегодно производилось от 54 до 71 млн т зерна в мировых масштабах, общая площадь посевов в 2018 году около 41 млн га). Используется в производстве пищевых продуктов, алкогольных напитков и биотоплива, как корм для скота и строительный материал.

## Описание
Травянистое одно- или многолетнее растение высотой от 0,6 до 2,4 м (отдельные экземпляры могут достигать высоты 4,6 м) с мочковатой корневой системой, глубоко проникающей в почву. У некоторых разновидностей, в особенности суданской травы, развито кущение, при котором высота боковых побегов бывает сопоставима с высотой главного стебля. Толщина стеблей от 1 до 2,5 см, сердцевина сухая, полусухая или сочная (у сахарной формы сладкая на вкус). Характерная особенность листьев сорго в том, что они остаются зелёными на протяжении всего вегетационного периода, всё это время осуществляя фотосинтез. На стебле от 8 до 20 листьев длиной 40—90 см и шириной 5—10 см, листья узкоэллиптические, плоские, клиновидно заострённые и оттянутые в остроконечие. Стебли и листья покрыты беловатым восковым налётом.
Соцветие — метёлка длиной как правило 10—40 см, а у веничной формы 50—60 см, плотная, эллиптическая, зелёная, а затем желтовато-коричневая. Веточки мутовчатые, короткие, тонкие. Длина стержня (главной оси) метёлки варьирует от полного отсутствия до соответствия длине всей метёлки, по форме стержень может быть прямым, изогнутым или поникающим. Колоски расположены попарно на конце каждой веточки метёлки — нижний сидячий, обоеполый, плодущий, а верхний на ножке, бесплодный, мужской. Мужской колосок одноцветковый, обоеполый колосок обычно включает два цветка, но плод развивается только из одного, так как второй остаётся в зачаточной форме. Длина, опушение, окраска и степень сомкнутости колосковых чешуй широко варьируют. Плод — округлая зерновка без бороздки, голая или плёнчатая. Цвет зерна варьирует и может быть белым, жёлтым, бурым, серым или чёрным, масса 0,02—0,03 г, размеры значительно разнятся, но обыкновенно меньше, чем у пшеницы. В метёлке от 800 до 3000 зёрен.
Сорго — яровая культура, теплолюбивое, засухоустойчивое (что включает как почвенные, так и воздушные засухи) и солестойкое растение (выдерживает концентрацию солей в почве до 0,6–0,8 %). Плохо переносит кислые почвы, в остальном демонстрирует хорошую приспосабливаемость к типу почвы, хорошо реагирует на орошение. Оптимальная температура для прорастания семян между 20 °C и 30 °C. Дружные всходы появляются на 8—10-й день после достижения почвой температуры 13—15 °C.
Сорго двуцветное — самоопылитель, однако проявляет склонность к перекрёстному опылению. Цветение начинается через 1—5 дней после вымётывания метёлки, постепенно распространяясь от колосков верхней части метёлки к нижней части. Оптимальные температуры для цветения — от 16 °C до 18 °C при относительной влажности 60—80 %, при той же влажности и более высоких температурах цветение может замедляться или даже останавливаться, замедление происходит также в результате понижения температуры воздуха, выпадения осадков, обильной росы или пасмурной погоды. Одиночный цветок цветёт 1—2 часа, метёлка в целом — от 10 до 13 дней. Цветки раскрываются в основном рано утром, в раскрывшихся цветках почти одновременно появляются рыльца и пыльники. Рыльца готовы к оплодотворению за 1—2 дня до цветения и сохраняют эту способность на протяжении 10—14 дней; пыльники при созревании трескаются, и высыпающаяся пыльца способствует перекрёстному опылению. Жизнеспособность пыльцы до 5 часов, при попадании на рыльце пестика начинается немедленное прорастание.
Для вызревания оптимален короткий световой день (10—11 часов солнечного света в сутки). Для скороспелых сортов вегетационный период составляет от 90 до 105 дней, для среднеспелых от 106 до 120 и для позднеспелых 120—130 и более дней.

## Ареал
Природный ареал находится в Африке, распространяясь от Египта до ЮАР. Одичавшие растения встречаются в Австралии, Америке, Индии. Культивируется повсеместно где позволяют климатические условия.

## Биологические угрозы
К естественным угрозам сорго относятся болезни и вредители. В число наиболее распространённых врагов сорго входят спорынья, головня, корневая и стеблевая гниль, ржавчинные грибы, плесени, зональная пятнистость листьев, антракноз и бактериальный ожог листьев. Сорго часто поражают мозаичные вирусы, ежегодно приводящие к потере от 2 % до 5 % урожая. Насекомые-вредители включают озимую совку, совок из рода Papaipema, галлицу сорговую, долгоносиков, африканского бронированного кузнечика, кукурузную и сорговую тлю, проволочников, коробочного червя и сорговую мушку.

## Систематика
С 1959 года род сорго подразделяется на несколько подродов. Сорго двуцветное принадлежит к подроду Sorghum вместе с ещё двумя видами — S. halepense и S. popinquum.
В XXI веке у сорго двуцветного признаны 3 подвида:
- Sorghum bicolor subsp. bicolor — дурра, или майло, или хлебное сорго;
- Sorghum bicolor nothosubsp. drummondii (Steud.) de Wet ex Davidse — Суданская трава (по данным сайта The Plant List самостоятельный вид[9]);
- Sorghum bicolor subsp. verticilliflorum (Steud.) de Wet ex Wiersema & J.Dahlb. (по данным сайта The Plant List синоним[10])

Все культивируемые формы сорго двуцветного относятся к номинальному подвиду S. b. bicolor. Этот подвид в свою очередь подразделяется на пять основных рас:
- bicolor
- guineense (зерновое гвинейское[4])
- caudatum
- kafir
- durra (зерновое хлебное[4]).

Все основные расы способны к скрещиванию и образуют, в свою очередь, 10 промежуточных рас. Культурное сорго двуцветное отличается высоким разнообразием фенотипов. Предпринимаются попытки гибридизации сорго двуцветного с другими видами сорго, в частности с целью противодействия вредителям — галлице сорговой (Contarinia sorghicola), сорговой мушке (Atherigona soccata) и огнёвке-травянке Chilo partellus. На протяжении долгого времени из-за проблем с интерфертильностью успешные гибриды удавалось получить только с представителями подрода Eusorghum, однако прогресс генетики позволил также скрещивать сорго двуцветное с растениями из линий Chaetosorghum, Parasorghum и Stiposorghum.

### Синонимы
- Andropogon sorghum (L.) Brot.
- Holcus bicolor L.
- Sorghum elegans (Körn.) Snowden
- Sorghum japonicum (Hack.) Roshev.
- Sorghum margaritiferum Stapf
- Sorghum nervosum Chiov.
- Sorghum roxburghii Stapf
- Sorghum saccharatum (L.) Moench
- Sorghum technicum Batt. & Trab.
- Sorghum vulgare Pers.

## Хозяйственное значение
Сорго — пропашная культура, посев широкорядный, от 40 до 120 тысяч растений на 1 га. С гектара посевов собирают 2,5—3 тонны зерна и 30—40 тонн зелёной массы. Человек культивирует сорго начиная с 3—4-го тысячелетия до н. э., впервые начав выращивать этот злак в Восточной Африке (современные Эфиопия и Судан). Оно оставалось важнейшей зерновой культурой в странах Африки и Юго-Западной Азии, в особенности в Индии, вплоть до XX века. Различные формы сорго двуцветного используются в разных целях: зерновые формы — в пищу, травянистые — в корм скоту, а веничные — для изготовления метёлок и щёток. Наиболее широкое распространение исторически получила раса bicolor, выращиваемая по всей Африке, давно проникшая в Азию — возможно, с семитскими племенами в Индию ещё до 3000 года до н. э., — а затем достигшая Китая и Индокитая по долинам рек, включая Меконг. Другим претендентом на роль древнейшей формы культивируемого сорго является раса guineense, более устойчивая к влажному климату и в основном распространённая в саваннах Западной Африки, но проникшая также в горные районы на востоке континента. Существует также точка зрения, согласно которой эта раса возникла в результате гибридизации сорго двуцветного с распространённым диким видом Sorghum arundinaceum. Расы caudatum и kafir, видимо, появились позднее, а раса durra, встречающаяся в Африке только к северу от экватора и особенно распространённая в Индии, является наиболее молодой из пяти. В литературе сорго впервые описывается у Плиния Старшего в I в. н. э., но следующие по времени достоверные письменные источники, где оно фигурирует, относятся уже к XVI веку.
Хотя засухоустойчивость сорго привлекла южноевропейских и американских земледельцев лишь в начале XX века, оно вскоре вытеснило кукурузу в таких сухих штатах США как Техас, Канзас и Небраска. По данным на 1998 год 39 стран мира на шести континентах произвели в общей сложности не менее 100 млн т зерна сорго. В первом десятилетии XXI века сорго двухцветное занимало 5-е место в списке самых распространённых злаковых культур, уступая только пшенице, рису, кукурузе и ячменю. Общая площадь посевов к 2018 году составляла 41 млн га, при этом 68 % посевных площадей приходилось на Африку южнее Сахары, 15 % на Азию, 13,6 % на Америку, менее чем по 2 % на Ближний Восток с Северной Африкой и Океанию и десятые доли процента на страны ЕС и бывшего СССР. 90 % посевных площадей приходится на 20 стран, в том числе 63 % — на пять стран: Судан, Нигерию, Индию, Нигер и США. По объёмам производства зерна в 2018 году лидировали США, Нигерия, Мексика, Эфиопия и Судан, в общей сложности производившие свыше половины мирового объёма зерна, составлявшего около 68 млн т. В период между 1979 и 2018 годами мировое производство зерна сорго колебалось в диапазоне от 53,8 (1991) до 70,5 млн т (1981). Крупнейшими экспортёрами сорго являются США (в 2018 году обеспечивавшие около 2/3 мирового рынка зерна сорго), Австралия (около 15 %), Аргентина и Украина; в общей сложности на эти четыре страны стабильно приходится приблизительно 90 % мирового экспорта этой культуры.
Как правило, основные страны-производители сорго являются и его основными потребителями — это относится к Нигерии, США, Мексике, Судану и Эфиопии, однако в число крупнейших потребителей сорго входит также Китай, на долю которого в 2014 году приходилось почти 20 % всего мирового потребления (в дальнейшем эта страна опустилась на 4-е место в списке потребителей сорго, но объёмы производства данной культуры в Китае продолжают расти). Сорго по-разному используется в разных регионах. В Индии, Африке и на Ближнем Востоке практически всё зерно сорго идёт в пищу, тогда как в Китае, Австралии, Европе и Северной Америке (за исключением Сальвадора и Гаити) эта культура в основном используется как корм для животных и промышленное сырьё для производства этанола.

### Пищевые продукты
Зерно сорго, как и кукурузное, богато углеводами и бедно белками. Оно содержит 70—75 % крахмала, 12—13 % белка и 3,5 % жира. Состав незаменимых аминокислот в белке сорго обычно не сбалансирован: доля двух наиболее ценных аминокислот, лизина и метионина, в нём варьирует соответственно от 1,81 % до 2,49 % и от 1,22 % до 1, 97 %. В зерне содержатся также кальций и небольшие количества железа, ниацина и витамина B1. При этом зерно не содержит клейковины (глютена). Питательность 1 килограмма зерна составляет примерно 1,3 кормовой единицы (1 кг силоса — 0,24 кормовой единицы).
В странах, где сорго используется в пищу, его зерно перемалывают в муку, которая затем идёт на изготовление каш, лепёшек и пирогов. Муку сорго в необработанном виде отличает сильный специфичный вкус, который может быть смягчён при обработке. В Индии, где его обычно называют джвари, джовар, джола или джондхалаа, сорго является одним из основных источников питания в Раджастане, Пенджабе, Харьяне, Уттар-Прадеше и в штатах на плато Декан в штатах Махараштра, Карнатака и Телангана. Из этого зерна готовят индийский хлеб, который называется бхакри, джовар роти или джолада ротти. В Тунисе, где его обычно называют дро, традиционное кремовое блюдо готовится из молотых зёрен сорго, молока и сахара. Это блюдо является основным продуктом завтрака в зимние месяцы.
В Центральной Америке из сорго иногда готовят лепёшки. Хотя кукуруза является предпочтительным зерном для приготовления лепёшек, сорго широко используется и хорошо принято в Гондурасе. Для приготовления лепёшек предпочтительнее белое сорго.
Сорго используется также при производстве пищевого масла, крахмала и сахара. В США и Южной Африке из сахарного сорго вырабатывают сладкий сироп.

### Алкогольный напиток
В Китае сорго известно как гаолян (кит. 高粱), его ферментируют и перегоняют для производства одной из форм спиртных напитков — байцзю, наиболее известным из которых является Маотай (или Мутаи). На Тайване, на острове Цзиньмэнь, из простого сорго превращают сорго в ликёр. В нескольких странах Африки, включая Зимбабве, Бурунди, Мали, Буркина-Фасо, Гану и Нигерию, сорго как красного, так и белого сортов используется для приготовления традиционного непрозрачного пива. Красное сорго придает пиву розовато-коричневый цвет.

### Биологический этанол
В Австралии, Южной Америке и Соединенных Штатах зерно сорго используется на растущем числе заводов по производству этанола. Стебли сахарного сорго используются для производства биотоплива путем отжима сока и затем его ферментации в этанол.

### Другие применения
Сорго — универсальная кормовая культура, в животноводстве используются зерно, силос, зелёная масса, сено и сенаж. В США и Южной Африке в корм скоту идут стебли сахарного сорго. Стебли используются также как строительный материал. Солома идёт на изготовление плетёных изделий, веников и бумаги.